# 理查德·波寧
理查德·艾伦·波宁，AC，CBE（1930年3月29日—），澳大利亞指揮家，鋼琴家，美聲聲樂學者。他是著名女高音歌唱家瓊·蘇瑟蘭的丈夫。
波寧出生於澳大利亞悉尼。在悉尼男子高中畢業，前往英國倫敦皇家音樂學院主修鋼琴。其後，他放棄用獎學進修的機會，私人執業擔任歌唱教練。他的其中一位學生便是瓊·蘇瑟蘭。其後兩人相戀，並於1954年結婚，並成為事業上的搭檔。波寧吉最初擔任蘇瑟蘭個人演唱會的鋼琴伴奏。直至1962年蘇瑟蘭在羅馬國立聖西西里亞學院的一次個人演唱會時，學院樂團的指揮因病請假，後備指揮也無法到場，波寧吉臨危受命，順利指揮了這場演出。自此，他幾乎指揮了他妻子所有的歌劇演出，並留下大量唱片。
波寧曾在1974年到1978年擔任加拿大溫哥華歌劇院音樂總監，1975年至1986年為悉尼歌剧院音樂總監。而他對音樂的貢獻，使他在1977年獲得大英帝國司令勳章。

## 錄音概況
波寧被普遍認為是詮釋18世紀晚期到19世紀初的美聲歌劇與芭蕾音樂的權威之一。而他的大部分唱片錄音也是集中在這兩個範圍，而且多是全劇完整錄音。他的大部分歌劇錄音的主角女高音皆是他的妻子蘇瑟蘭，而主角男高音為卢奇亚诺·帕瓦罗蒂的錄音多成為暢銷的歌劇錄音。而波寧也錄下不少芭蕾舞全劇唱片，當中相當一部分是現在仍在市面發售的唯一版本。不過也有部分樂評批評他錄音中的節奏處理和強弱對比過大。
他的大部分唱片錄音由迪卡唱片公司（Decca）發行。

## 參看
- 瓊·蘇瑟蘭